# Dea Trier Mørch
Dea Trier Mørch född 9 december 1941, död 26 maj 2001, var en dansk grafiker och författare. Hon var dotter till arkitekten och konsthantverkaren Ibi Trier Mørch.
Dea Trier Mørch började på Det Kongelige Danske Kunstakademis Billedkunstskoler som 16-åring och debuterade 1961 på Kunstnernes Efterårsudstilling. Hon avslutade sina studier vid Konstakademien 1964 och fortsatte under 1960-talet med att vidareutbilda sig i flera städer i Östeuropa. Hon startade i en abstrakt tradition, men fick efterhand ett mer realistiskt uttryck.
Under slutet av 1960-talet började hon att skriva böcker, som hon under hela sitt författarskap ofta illustrerade med egna grafiska arbeten. Under samma period var hon även med och stiftade det socialistiska konstnärskollektivet Røde Mor, bland annat tillsammans med Troels Trier, som hon levde tillsammans med och under några år i slutet av 1970-talet var gift med. Han är far till hennes tre barn. Ett av dessa, Tobias Trier, har blivit känd som musiker.
Dea Trier Mørch fick sitt folkliga genombrott med romanen Vinterbørn, 1976, som senare blev filmatiserad av Astrid Henning-Jensen under samma namn. I denne och de följande romanerna träder Mørchs politiska hållning fram i form av solidariteten med andra kvinnor och tron på kollektivets rätt över individens. Mot slutet av sitt författarskap blev hon mindre dogmatisk i uttrycket, men hade alltjämt fokus på det allmänna och kampen för ett meningsfyllt liv.